# Моисеев, Александр Наумович
А́лекс Моисе́ев (англ. Alex Moiseyev), Алекса́ндр Нау́мович Моисе́ев (19 февраля 1959, посёлок Малаховка, Люберецкий район, Московская область) — советский и американский спортсмен (шашки). Спортсмен-шашист широкого профиля — по чекерсу, международным шашкам, русским шашкам, шашечной композиции.
Неоднократный чемпион мира по чекерсу в различных программах (с 2002 года): с жеребьёвкой трёх первых ходов (с 2003 по 2013) и в 11-шашечной версии с жеребьёвкой двух первых ходов (с 2008 года). Победитель I Интеллиады по чекерсу, многократный чемпион США — по международным шашкам (1996), чекерсу в классике (с 1999) и с жеребьевкой трех ходов (с 2000), вице-чемпион мира (2008) и СССР (1991) по шашечной композиции. Гроссмейстер США по чекерсу и международным шашкам (1996). Мастер спорта СССР по русским и международным шашкам. Двукратный чемпион и неоднократный призёр Москвы (шашки−100). Шестикратный чемпион Москвы среди юношей (1971—1977).
Александр Моисеев так сказал про различные виды шашек, которыми он занимался профессионально:

Я считаю, что русские шашки, стоклеточные шашки, чекерс и итальянские шашки — это разные игры и объединение их «по правилам» невозможно. Тут уж шашка — либо бьет назад, либо не бьет, дамка — ходит по всей диагонали, или на одно поле, простая — может бить дамку, или нет. В зависимости от выбора мы имеем при одном и том же положении на доске совершенно разные позиции и оценку, и процент этой «разницы» будет велик. Именно критерий — «процент разницы» и должен использоваться для принятия решения — одна эта игра или нет, и возможно ли с объединение с минимальными потерями (как для самой игры, так и включая моральные потери — при достижении компромисса). 

Для правильного понимания и осмысления этого факта я приведу вам простой пример: вот вы как считаете, бег на стометровку и марафон — это один и тот же вид спорта? Правильным ответом, на мой взгляд, будет такой: это разные виды спорта, требующие разных способностей, разной тактики и стратегии, разной тренировки, но кое-что общее все-таки есть. 
Начал заниматься шашками в 7 лет. Первый тренер Абрам Моисеевич Сидлин в МГДПиШ (Московский городской Дворец пионеров и школьников на Ленинских Горах). Тренер в спортобществе «Локомотив» — Николай Матвеевич Курносов.
Образование высшее — Московский институт инженеров транспорта.
В 1991 году переехал с семьей в США.
Дети: Михаил (1983), Павел (1995), Клара (1999).
В настоящее время живёт в США, работает программистом в Питсбургском банке PNC.

## Из автобиографии Александра Моисеева[2]
- 1972 г. получил звание кандидата в мастера спорта СССР.
- 1974 г. переехал с родителями из Малаховки в подмосковный город Мытищи.
- 1974 г., осень, в 15 лет выполнил норматив мастера спорта СССР по русским шашкам.
- 1976 г. стал 3-м в юношеском первенстве СССР по русским шашкам.
- 1976 г. окончил школу и поступил в МИИТ (Московский институт инженеров транспорта), факультет «Автоматика и вычислительная техника», специальность «Прикладная математика».
- 1977 г. занял 3-е место в первенстве Москвы (среди взрослых) по русским шашкам.
- 1979 г. перешёл с русских шашек на стоклеточные.
- 1981 г. окончил институт и стал работать программистом в Вычислительном центре «Экспресс» Московской железной дороги.
- 1982 г. стал чемпионом Москвы по стоклеточным шашкам и женился, а мои родители развелись.
- 1989 г. ездил вместе с женой в гости к двоюродному брату в США; по возвращении домой мы решили уехать из СССР.
- 1991 г., весна/лето выиграл два крупных Международных турнира и в августе 1991 г. имел 17-й рейтинг в СССР по стоклеточным шашкам.
- 15 октября 1991 г. выехал вместе с женой и сыном на постоянное место жительства в США, в Нью-Йорк. Вслед за нами, в начале 1992 г. приехала моя мать и сестра с семьёй.
- 1992 г., сентябрь переехали в Питсбург, штат Пенсильвания.
- 1993 г. в США переехал мой отец с женой, которых я сразу же вызвал, по приезде в США.
- 1994 г. переехали в США также и родители жены.
- 2000—2001 г., лето за один год мы с женой потеряли трёх родителей из 4-х. В живых осталась мать жены.
- 2002 г., осень переехали с семьёй в Колумбус, штат Огайо, где жена нашла работу. Я продолжал и продолжаю работать в PNC из дома до сегодняшнего дня.

## Из интервью 2004 года
— Как давно Вы поставили себе цель стать чемпионом мира?

В 12 лет (!), когда стал кандидатом в мастера. И только когда мне исполнилось 25 лет, я понял — Чемпионом Мира (в стоклетки) мне не стать никогда. Вы знаете, это было очень, очень тяжелое и горькое ощущение. Даже сейчас писать тяжело. Когда же я начал играть в чекерс, это ощущение куда-то ушло, провалилось, и я снова почувствовал — могу! 

Вы знаете, за очень многие годы моей шашечной карьеры мне довелось встречаться с очень многими игроками — гениальными, талантливыми, сильными, посредственными, и на основании моего жизненного опыта я скажу вам так — У КАЖДОГО ЕСТЬ СВОЙ ЛИМИТ И БАРЬЕР, и барьер этот известен где-то там, на небесах. Так вот, мой барьер в стоклетки я увидел в 25 лет — МНЕ НЕ БЫТЬ ЧЕМПИОНОМ МИРА! Это не значит, что мой рост и карьера закончены, нет — я ещё мог стать гроссмейстером (и думаю, стал бы), продолжать выигрывать какие-то турниры, а вот чемпионом мира — нет. 

И вот, хотите верьте, хотите нет, я примеряю этот принцип сегодня к себе в чекерс — и пока барьера вообще не вижу и не ощущаю. С чекерс у меня открылось второе дыхание и молодость, и я опять чувствую, что мне 12 лет сегодня!